# Tureč
Tureč (deutsch Turtsch) ist ein abgesiedeltes Dorf und Sitz einer Militärgarnison auf dem Truppenübungsplatz Hradiště in Tschechien. Es liegt 15 Kilometer westlich von Podbořany (Podersam) im Okres Karlovy Vary. Tureč wird heute statistisch als Grundsiedlungseinheit des Truppenübungsplatzes erfasst.

## Geographie
Das Platzdorf Tureč befand sich linksseitig über dem Tal des Baches Dubá (Duba) am Ostabfall der zum Duppauer Gebirge gehörigen Hradišťská hornatina (Burgstadtler Masse). Nördlich erheben sich die Obrovická hora (Woberner Berg bzw. Wetterberg; 604 m n.m.) und der V Pastvinách (Toter Mann; 527 m n.m.), im Südosten die Dubá (In der Tuba; 558 m n.m.), südlich die Radkoppe (648 m n.m.) und die Dubina (Eichberg; 730 m n.m.), im Südwesten die Lipina (Linzberg; 711 m n.m.) und der Turečský vrch (Hutberg; 722 m n.m.), westlich die Doupovské strážiště (Saarer Berg; 718 m n.m.) sowie im Nordwesten der Janský vrch (Johannisberg; 715 m n.m.).
Nachbarorte waren Žebletín (Sebeltitz), Kyselka (Sauerbrunn) und Obrovice (Wobern) im Norden, Kadaňský Rohozec (Böhmisch Rust), Vojnín (Wohnung) und Sedlice (Zettlitz) im Nordosten, Sedlecký dvůr (Zettlitzer Hof) und Dobřenec (Dobrenz) im Osten, Konice (Kunitz), Emanuelův Dvůr (Emanuelshof) und Podbořanský Rohozec (Deutsch Rust) im Südosten, Bukovina (Buckwa) und Mětikalov (Meckl) im Süden, Řednice (Rednitz) im Südwesten, Doupov (Duppau) und Trmová (Dürmaul) im Westen sowie Oleška (Olleschau) und Hluboká (Tiefenbach) im Nordwesten.

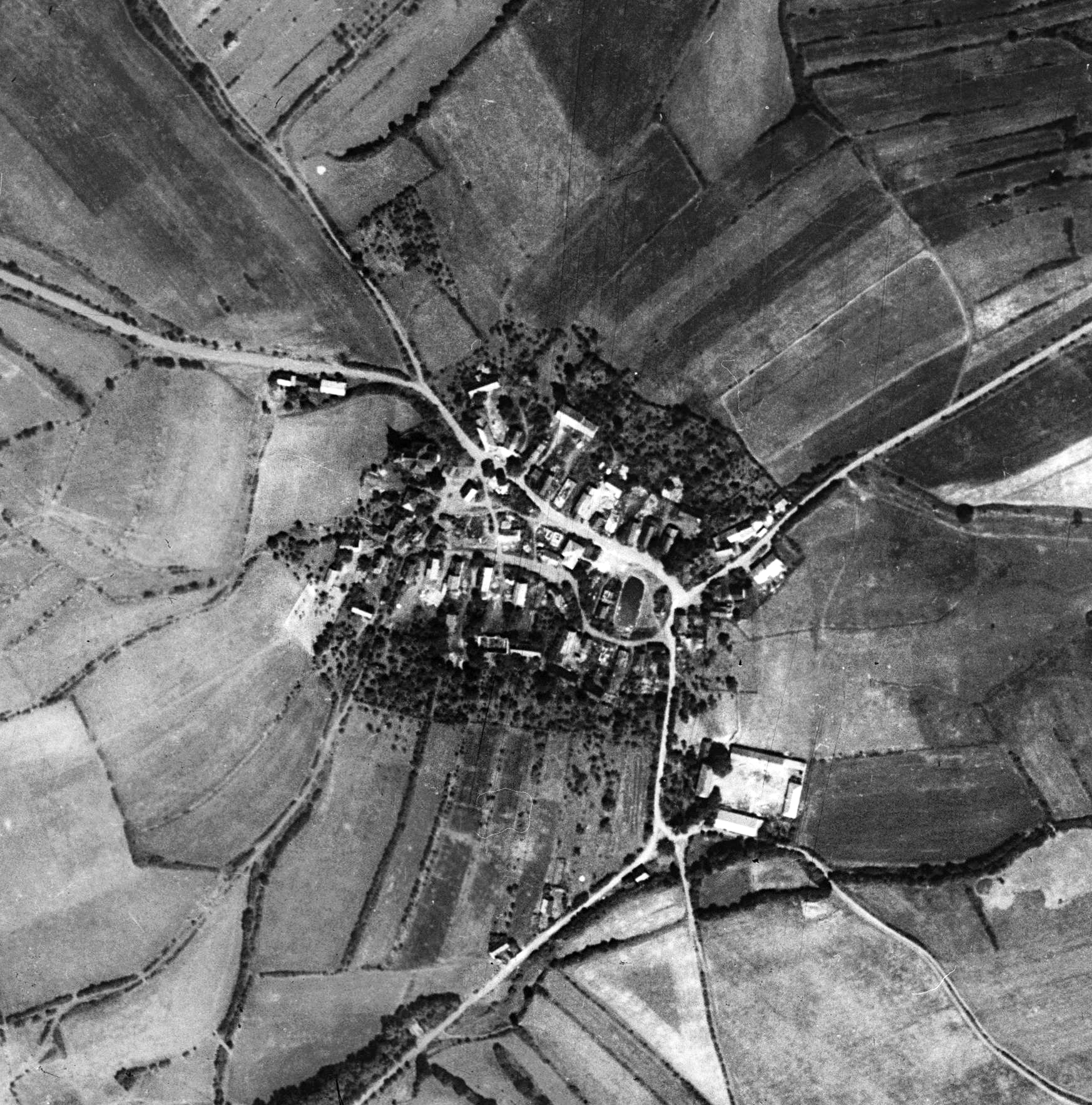
Luftbildaufnahme

## Geschichte
Tureč gehörte zu den 15 Dörfern, die der Vladike Milhost von Mašťov zum Ende des 12. Jahrhunderts dem Zisterzienserkloster Waldsassen schenkte. Die erste urkundliche Erwähnung von Turscha erfolgte 1196 in der Besitzbestätigungsurkunde Herzog Heinrich Břetislavs III. für das neue Kloster Mašťov. Wegen Differenzen mit Milhost verließen die Zisterzienser Mašťov und verlegten ihr Kloster nach Osek; das Dorf fiel wieder an die Herrschaft Mašťov zurück. Eine Kirche soll seit 1261 bestanden haben. Nachdem die Deutschordenskommende Komotau das Dorf Tursche als Schenkung erhalten hatte, tauschte sie es 1281 bei Smil von Lučkovice gegen näher gelegene Güter zwischen Spořice und Černovice ein. Erstmals erwähnt wurde die Pfarrkirche 1352 in einem Verzeichnis des Dekanats Kaaden.
In der Mitte des 14. Jahrhunderts gehörte das Gut Thurcz mit einer Fläche von 20 ha dem Kollegiatstift Allerheiligen auf der Prager Burg, das es 1352 gegen einen jährlichen Zins einem Einheimischen überließ. Besitzer des übrigen Teil des Dorfes waren die Ritter Plick von Plickenstein auf Neudek und später Jan Zdiarský von Zdiar, der das Gut Tureč mit der Feste und dem Dorf 1521 an Wolf Stampach von Stampach veräußerte. Wenig später kaufte Niklas von Schirnding das Gut; er erwarb 1542 von Beneš Kolowrat-Mašťovský auf Mašťov noch das Gut Vávrova (Wobern) und vereinigte beide Güter. Seine Söhne teilten sich 1570 das Erbe, Tureč mit Vávrova fiel dabei Adalbert von Schirnding zu. Um 1595 vererbte Adalbert von Schirnding das Gut seinen beiden Brüdern; wobei der eine das Dorf Vávrova und der andere das Dorf Tureč erhielt. Die Feste Tureč besaßen beide hälftig. 1542 wurde das Dorf als Tureč, 1546 als Turcž, 1590 als Turcz und 1619 als Dürzsch bezeichnet.
Zu Beginn des 17. Jahrhunderts wurde Johann Bartholomäus von Schirnding († 1623) Besitzer von Turcz mit Vávrova. Er verlor nach der Schlacht am Weißen Berg wegen Beteiligung am Ständeaufstand von 1618 seine Güter. Das konfiszierte Gut Turtsch mit Wobory verkaufte die Böhmische Kammer 1623 noch zu Schirndings Lebzeiten an den kurbayerischen Obristen Gottfried Hübner, der es ein Jahr später an Balthasar de Cicognia veräußerte. Im Zuge des Verkaufs an Hübner wurde erstmals auch eine Brauerei in Turtsch erwähnt. 1631 erwarb Florian Dietrich von Sahr das Gut Turtsch; wenig später veräußerte er es zusammen mit den Gütern Zuscha (Sušany), Schießglock (Třískolupy) und Morawes (Moravěves) an den Besitzer der Herrschaft Ploscha, Paul Michna von Waitzenau. Die Feste Turtsch erlosch wahrscheinlich während des Dreißigjährigen Krieges, ihre Mauerreste dürften in den Czerninschen Hof eingeflossen sein.
In der berní rula von 1654 sind für Turtsch 16 Bauern, acht Chalupner und ein Inwohner auf der Gemeinde aufgeführt. Erwerbsquellen waren Ackerbau und Viehzucht. 1659 wurden Turtsch und Wobern wieder von Ploscha abgetrennt und als eigenständiges Gut an die Besitzerin des Gutes Libotitz, Maria Susanna Smyslovská von Boldverthurn, verkauft. Die Witwe von Wallensteins Leibarzt Justus Stroporius von Marsfeld überlebte auch ihren zweiten Mann Adam Smyslovský von Radvanov und vermachte 1668 ihre Güter dem Orden der Unbeschuhten Karmeliten von Maria vom Siege auf der Prager Kleinseite, dem ihr Sohn beigetreten war. Der letzte Smyslovský ließ um 1700 eine neue Kirche in Turtsch errichten. 1785 wurde eine Schule eingerichtet. Im Jahre 1787 bestand das Dorf Turtsch aus 40 Anwesen. Im Zuge der Josephinischen Reformen wurde 1786 der Karmelitenorden aufgehoben und seine Güter dem Religionsfonds übereignet, von dem Adalbert Mladota von Solopisk 1808 die Herrschaft Libotitz mit Turtsch kaufte und an seine Herrschaft Maschau anschloss. Bis 1809 war die Turtscher Kirche Kommendatkirche der Pfarrei Saar und wurde danach zur Lokalkirche erhoben. Gabriela von Dietrichstein, geborene Wratislaw von Mitrowitz, die die Herrschaft Maschau 1838 gekauft hatte, veräußerte sie 1845 an Eugen Czernin von und zu Chudenitz.
Im Jahre 1846 bestand das im Saazer Kreis gelegene Dorf Turtsch aus 46 Häusern mit 270 deutschsprachigen Einwohnern. Unter herrschaftlichem Patronat standen die Lokalkirche des hl. Georg und die Schule. Im Ort gab es zudem einen herrschaftlichen Meierhof sowie ein Jägerhaus. Südlich des Dorfes lag eine herrschaftliche Schäferei. Turtsch war Sitz eines der fünf Maschauer Forstreviere. Das Dorf war Pfarrort für Wobern und Kunitz. Bis zur Mitte des 19. Jahrhunderts blieb Turtsch der Herrschaft Maschau untertänig.
Nach der Aufhebung der Patrimonialherrschaften bildete Turtsch/Tureč ab 1850 eine Gemeinde im Gerichtsbezirk Duppau. 1853 wurde in Turtsch wieder eine Pfarrei eingerichtet. Die in dieser Zeit auf Initiative des Pfarrers Karl Fischer gegründete Landwirtschaftsschule genoss einen hervorragenden Ruf; nach Fischers Pensionierung wurde sie jedoch nicht weitergeführt. 1868 wurden Zettlitz und Wobern eingemeindet und die Gemeinde dem Bezirk Kaaden zugeordnet. Im Jahre 1869 bestand das Dorf aus 46 Häusern und hatte 282 Einwohner. Im Jahre 1900 hatte Turtsch 291 Einwohner, 1910 waren es 292. Die Raiffeisenkasse wurde 1905 gegründet. 1914 gab es in Turtsch eine zweiklassige Schule, eine Raiffeisenkasse, ein herrschaftliches Jägerhaus, den Czernin-Hof, sieben größere Bauernhöfe, eine Brauerei, zwei Gasthäuser, zwei Trafiken, ein gemeindliches Armenhaus und etliche Handwerker. Nach dem Ersten Weltkrieg zerfiel der Vielvölkerstaat Österreich-Ungarn, das Dorf wurde 1918 Teil der neu gebildeten Tschechoslowakischen Republik. Beim Zensus von 1921 lebten in den 51 Häusern von Turtsch 258 Deutsche. Zettlitz und Wobern lösten sich 1923 von Turtsch los und bildeten wieder eigene Gemeinden. 1930 lebten in den 51 Häusern von Turtsch 256 Personen. Die Gemeinde hatte eine Katastralfläche von 700 ha. Nach dem Münchner Abkommen wurde Turtsch im Oktober 1938 dem Deutschen Reich zugeschlagen und gehörte bis 1945 zum Landkreis Kaaden. 1939 hatte die Gemeinde 242 Einwohner. Nach dem Ende des Zweiten Weltkrieges kam Tureč zur wiedererrichteten Tschechoslowakei zurück. Nach der Aussiedlung der deutschen Bewohner wurde das Dorf nur schwach mit Tschechen wiederbesiedelt. 1947 hatte Tureč nur noch 75 Einwohner. 1950 lebten in den 38 Häusern von Tureč 82 Personen.
In der zweiten Phase der Errichtung des Truppenübungsplatzes Hradiště erfolgte zum 31. August 1953 die Absiedlung des Dorfes und seine Eingliederung in das Militärgebiet. Bei der Gebietsreform von 1960 wurde der Truppenübungsplatz in den Okres Karlovy Vary eingegliedert. Das verlassene Dorf wurde zum Garnisonssitz bestimmt. Dadurch erfolgte auch kein vollständiger Abriss. Die meisten der Häuser und die Kirche wurden in den 1960er Jahren abgebrochen. Erhalten sind u. a. das Czerningut, das Pfarrhaus, die ehemalige Schule, das untere Gasthaus sowie der sanierte Dorfteich.

## Ortsgliederung
Tureč ist eine Grundsiedlungseinheit des Truppenübungsplatzes und bildet den Katastralbezirk Tureč u Hradiště.

## Erhaltene Bauwerke
- Pfarrhaus, es wurde neben der Kirche errichtet
- Schulhaus, unterhalb der ehemaligen Kirche
- Czerninhof, der Meierhof mit einer Gutsfläche von über 100 ha wurde in den 1920er Jahren an die Pächter verkauft

### Ehemalige Denkmale
- Kirche des hl. Georg, der barocke Bau wurde um 1700 auf Veranlassung des letzten Smyslovský von Boldverthurn, der den Karmeliten beigetreten war, an der höchsten Stelle des Dorfes an der Westseite des Dorfplatzes durch den Duppauer Baumeister Drechsler errichtet und ersetzte einen gotischen Vorgängerbau. Sie wurde nach 1945 dem Verfall überlassen und vor 1962 abgerissen.[5]
- Mariensäule mit Statue der Madonna auf der Mondsichel, vor der Kirche, geschaffen 1716. Sie wurde nach 1953 entfernt.[6]
- Statue eines Märtyrers, errichtet in der ersten Hälfte des 18. Jahrhunderts unweit der Kirche. Sie wurde nach 1953 entfernt.[7]
- Denkmal der Gefallenen des Ersten Weltkrieges, auf dem oberen Teil des Dorfplatzes unterhalb der Kirche. Es wurde am 12. August 1928 feierlich enthüllt und wahrscheinlich zu Beginn der 1960er Jahre beseitigt.[8]